# Первая Митридатова война
Пе́рвая Митрида́това война́ (89—85 годы до н. э.) — военный конфликт между Римской республикой и Понтийским царством, царём которого был Митридат VI.
Митридат, используя антиримские настроения, установил контроль над всей Малой Азией, разбив царя Вифинии Никомеда и армию римского наместника Азии Луция Кассия. Римляне отступили в Фригию и далее их силы рассеялись. Митридат перенес свою резиденцию в город Пергам. Завоевание римских провинций Вифинии и Каппадокии сопровождалось резнёй живших там римлян и италиков (в ходе так называемой «Эфесской вечерни» погибло до 80 тыс. человек).
Понтийской военной экспедицией в Элладе руководил Архелай, который опирался на мощный флот. Первой его победой стал захват Делоса. В Афинах вспыхнуло антиримское восстание, во главе которого стал Аристион. Бездействие римских властей объяснялось Союзнической войной, связавшей силы римской армии в Италии. Спустя год 30-тысячная римская армия под командованием Суллы в 87 до н. э. высадилась в Эпире и через Беотию устремилась к Афинам. После зимней осады город был взят 1 марта 86 года до н. э. Аристион был захвачен в плен и казнён, тогда как Архелай отступил на север. Далее последовала битва при Херонее, где понтийцы потерпели сокрушительное поражение. Следующее сокрушительное поражение войска Митридата потерпели во время битвы при Орхомене.
В результате войны понтийцы были вынуждены освободить все занятые ими ранее территории в Греции и Малой Азии, а также выплатить большие репарации. Однако, лишившись завоеваний, Понтийское царство сохранило свои основные владения.

## Предыстория
В конце III — начале II веков до н. э. ситуация в Малой Азии, характеризовавшаяся относительной стабильностью и равным балансом сил, резко изменилась. Сначала усилилось влияние Селевкидов, чей царь Антиох III начал активную завоевательную политику. Однако римляне в ходе Сирийской войны разгромили Антиоха III, в результате чего усилился Пергам. Это не понравилось вифинскому царю Прусию I, который начал войну с Пергамом (186—183 годы до н. э.). Понтийский царь Фарнак I в этом конфликте поддерживал Прусия. Позже при посредничестве Рима отношения Вифинии и Пергама начали улучшаться. Фарнак имел территориальные претензии на Фригию и Галатию, которые фактически стали находиться во владении его врагов. В 183 году до н. э. Фарнак захватил Синопу, а вскоре начал войну с Пергамом, Вифинией и Каппадокией. В 179 году до н. э. при посредничестве римлян начались переговоры о мире. В это же время Фарнак начал кампанию в Каппадокии, но вынужден был отступить под напором объединённых сил союзников. Понтийский царь был принуждён союзниками к миру, по которому отказался от всех завоёванных территорий.
Теперь Понту пришлось столкнуться с интересами Рима, союзниками которого были государства, к которым понтийцы имели территориальные претензии. Не решаясь на вооружённое противостояние с Римом, понтийские цари вынуждены были действовать дипломатическими методами.
После поражения Фарнак перешёл к филэллинской политике, демонстрируя этим свои симпатии к Риму. Во второй четверти II в. до н. э. политика Понта сильно изменилась и стала более лояльной Риму. Это выразилось в отходе от прежней жёсткости по отношению к греческим полисам и в переходе к филэллинской политике, которую ещё активнее претворяли в жизнь преемники Фарнака — Митридат IV Филопатр Филадельф и Митридат V Эвергет.

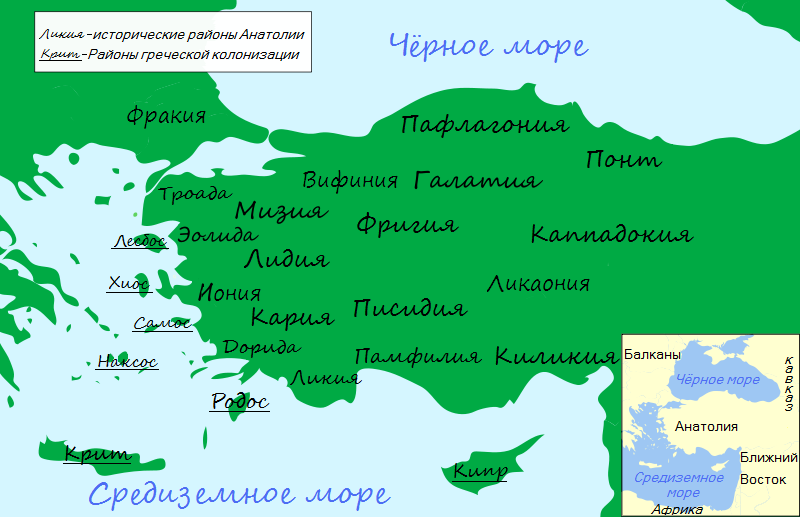
Области античной Малой Азии

Весной 133 года до н. э. умер бездетный царь Пергама Аттал III, завещавший свою родину Риму. С этим не согласился его незаконнорождённый брат Аристоник, организовавший мощный мятеж. В его подавлении участвовали как римские войска, так и армии соседних царств. За помощь в подавлении восстания их правители получили хорошие дары: понтийский царь Митридат V Эвергет овладел Великой Фригией, сыновья правителя Каппадокии Ариарата получили Ликаонию и часть Киликии, а Вифинии досталась часть Фригии. На оставшейся части Пергама была создана римская провинция Азия, к которой была добавлена отторгнутая от Родоса Кария. Также во время подавления восстания понтийский царь с молчаливого согласия Рима присоединил к своим владениями Пафлагонию и Галатию.
После смерти каппадокийского царя власть в этой стране оказалась в руках его вдовы Лаодики (130—129 годы до н. э.), которая для сохранения своей власти убила пятерых своих сыновей, но шестой выжил и был провозглашён царём Ариаратом VI. Митридат воспользовался ситуацией и вторгся в Каппадокию, поддержав Ариарата. Он решил женить его на своей дочери, в результате чего стал бы фактическим правителем Каппадокии. Таким образом, Митридат закончил дело своих предшественников, установив контроль над областями, на которые понтийские цари имели свои претензии. В Риме начались разговоры о правомерности передачи Понту Великой Фригии, однако Митридат не уступал.
Убийство Митридата Эвергета (около 123 года до н. э.) вызвало разговоры о выгоде этого события римлянам. Вдова царя Лаодика в 120/119 году до н. э. отказалась от контроля над Великой Фригией, которую римляне сделали свободной, но в 116 году демонстративно присоединили к своим владениям. С этого момента римские и италийские ростовщики ещё более активно начали прибирать к своим рукам экономику Малой Азии, вызывая ненависть местного населения.

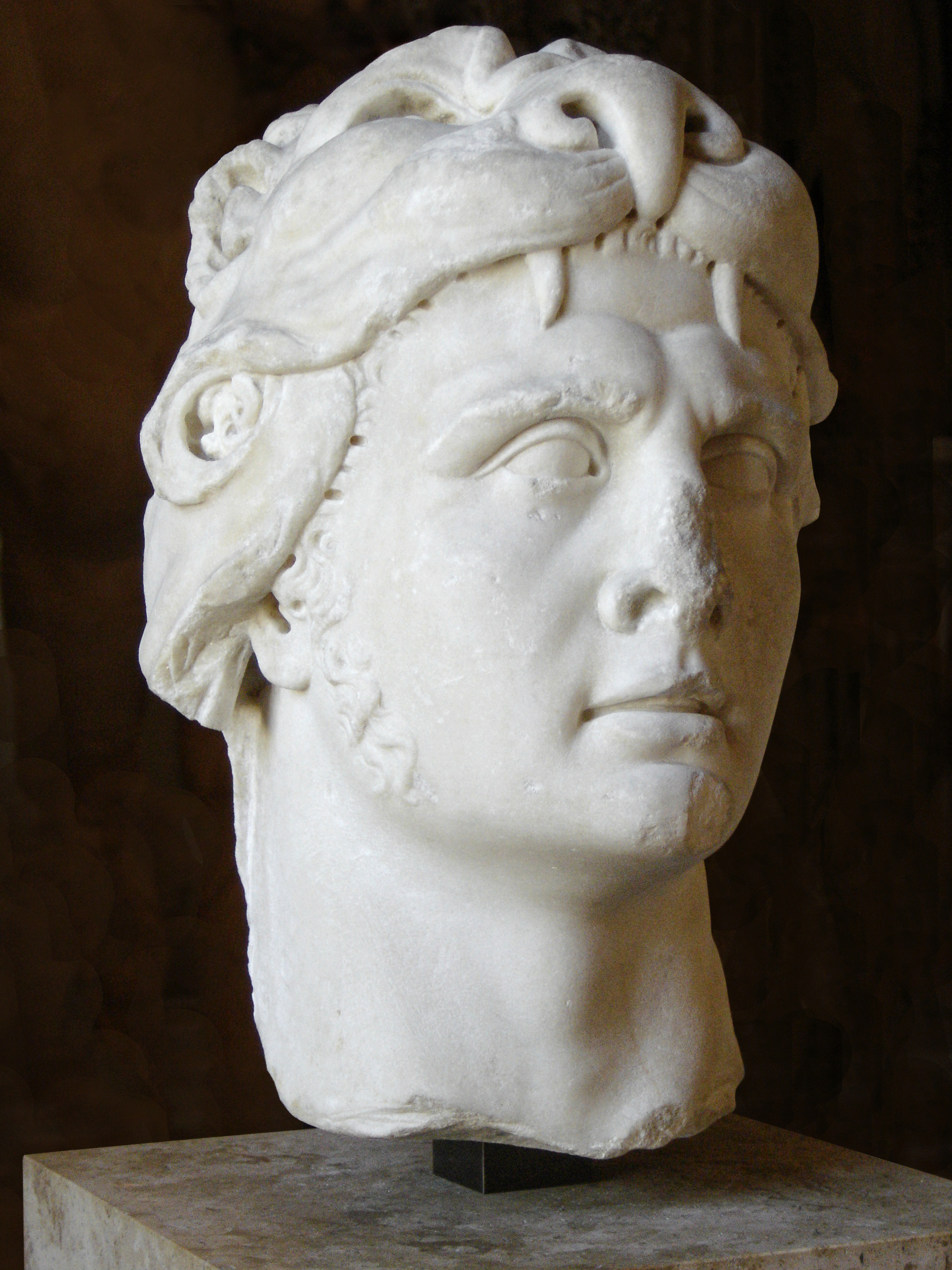
Митридат VI

В 109—108 гг. до н. э. новый понтийский царь Митридат VI вместе с несколькими друзьями отправился в тайную поездку по Пафлагонии, Вифинии и римской провинции Азия. Так он смог получить данные о состоянии дел в этих областях, а также заручиться поддержкой части местных элит. Помимо этого был заключён союз с правителем Вифинии Никомедом III.
После этого Митридат повелел организовать воинские учения, и в 106/105 году войска Понта и Вифинии захватили Пафлагонию. Местный царский род недавно прекратился, а местные династы (правители, подчинявшиеся царю, и обладавшие военной и гражданской властью в предоставленной области) не смогли оказать серьёзного сопротивления. Страна была разделена следующим образом: к Понту отходило побережье до Гераклеи Понтийской и долина реки Амний, а Вифиния получала внутренние районы.
Местное население просило Рим оказать давление на оккупантов. Его послы прибыли ко дворам обоих правителей, но Митридат и Никомед не желали отказываться от захваченных земель. Впрочем, Рим был занят войнами с кимврами, и не отреагировал серьёзным образом на политические изменения на востоке.
В 94 году до н. э. Митридат смог заключить союз с правителем Армении Тиграном II, выдав за него свою дочь Клеопатру. После этого он попросил союзника вернуть престол Каппадокии своему сыну Ариарату, на что получил согласие. Войско под руководством Гордия быстро изгнало ставленника римлян, но римский полководец Сулла смог вернуть престол Ариобарзану. Митридат решил не оказывать сопротивления римским представителям.

Малая Азия в 89 году до н. э.

В 94 году до н. э. неожиданно скончался царь Вифинии Никомед III, оставивший двух незаконнорождённых детей: Никомеда IV и Сократа Хреста. Новым правителем стал первый из них, а второй был вынужден удалиться в изгнание. В 91 году до н. э. Евпатор предоставил изгнаннику деньги и войска, и тот смог изгнать своего сводного брата. Одновременно войска Митридата и Тиграна вторглись в Каппадокию и снова изгнали оттуда Ариобарзана. Свергнутые правители предстали перед сенатом, который постановил консуляру Манию Аквилию и наместнику провинции Азия Луцию Кассию оказать военную помощь государям. Митридату было предписано оказать содействие, но он отказался, напомнив об отнятых у Понта Фригии и Каппадокии. Но вскоре он изменил своё решение: Сократ был убит, а римские послы могли отправиться в Понт, дабы убедиться в мирных намерениях его царя.
Вифиния и Каппадокия были возвращены прежним хозяевам римским оружием, хотя пришлось также использовать галатов и фригийцев. Несмотря на восстановление статуса-кво, сложившееся положение дел не устраивало ни Митридата, ни Рим.
Покончив со сторонниками Хреста, вифинский царь столкнулся с крупными долгами римским должностным лицам и ростовщикам. По соглашению с римлянами, Никомед должен был вторгнуться в Понт, а взамен республика защитит его от ответной реакции Митридата.
Вифинцы ограбили местность вплоть до Амастрии, а флот блокировал Боспор Фракийский, нанеся сильный урон вражеской торговле. Митридат приказал своим войскам не оказывать сопротивления и отступать, позволив агрессорам возвратиться домой. После этого он отправил к римлянам Пелопида. Посол потребовал их вмешаться в разгорающийся конфликт, повлияв на Никомеда или позволив понтийцам нанести ответный удар. На это он услышал следующее: Мы бы не хотели, чтобы и Митридат потерпел что-либо неприятное от Никомеда, но мы не потерпим, чтобы против Никомеда была начата война: мы считаем, что не в интересах римлян, чтобы Никомед потерпел ущерб.

## Силы сторон

### Римляне
Войска римлян и их союзников готовились ко вторжению в Понт и разделили свои силы на три части, которыми командовали римские полководцы. Кассий стоял на границе Вифинии и Галатии, Маний — на пути из Понта в Вифинию, а Оппий — у границ Каппадокии. Каждый из них, по словам Аппиана, имел 40 тысяч пехоты и 4 тысячи всадников. Вифинская армия составляла 50 тысяч пехотинцев и 6 тысяч всадников.

### Понтийцы
Митридат обладал армией в 250 тыс. пехотинцев и 40 тыс. всадников, 300 военными судами. Помимо этого присутствовали вспомогательные войска: Аркафий привел из Малой Армении 10 тыс. всадников, а также 130 боевых колесниц. Также Понт имел многочисленных союзников: Египет, Сирию, Армению, Афины и киликийских пиратов, а также некоторые фракийские племена, хотя в этой борьбе помощь смогли оказать лишь некоторые из них.

## Наступление Митридата в Малой Азии

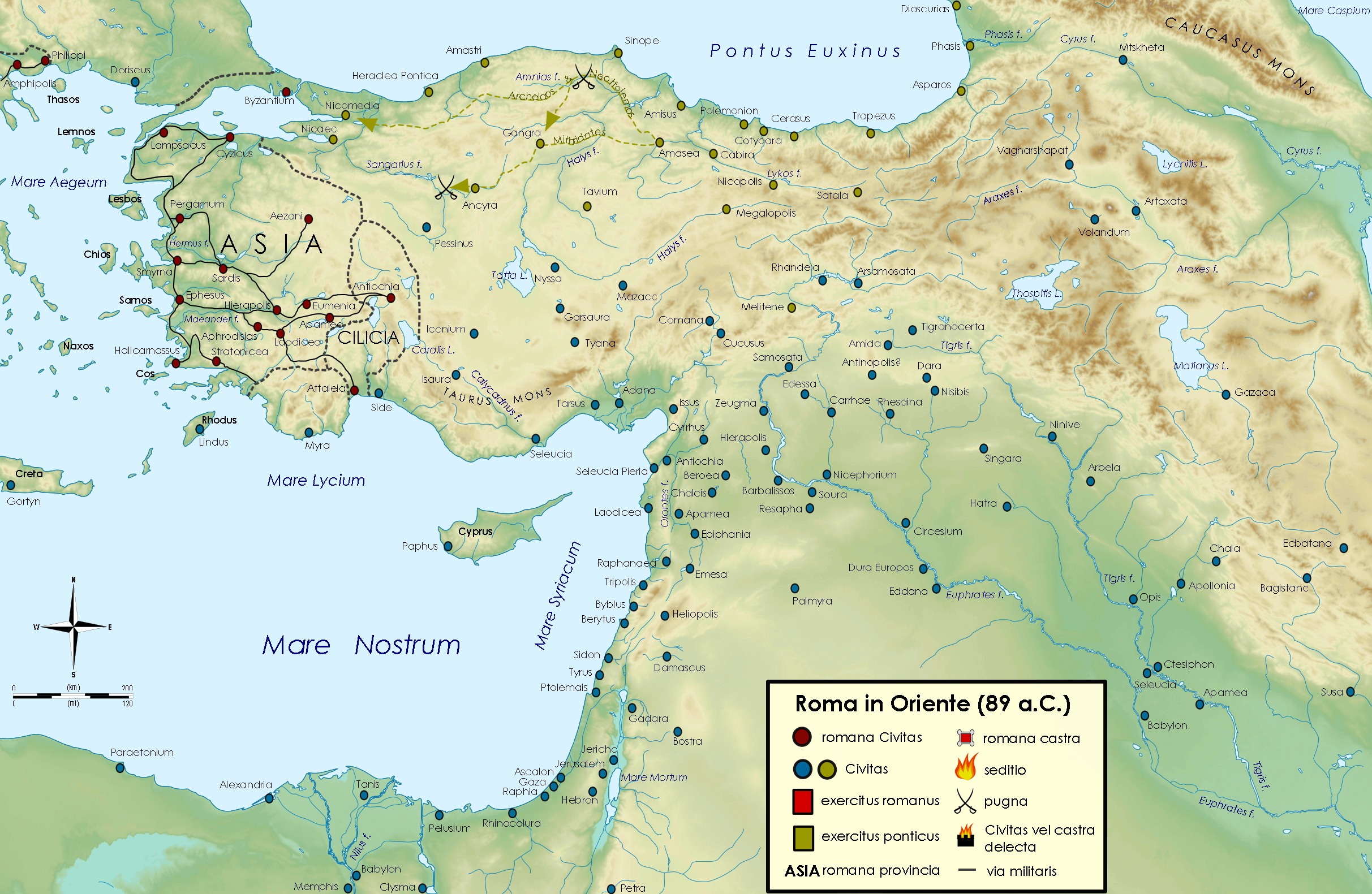
Наступление Митридата в Малой Азии в 89 году до н. э.

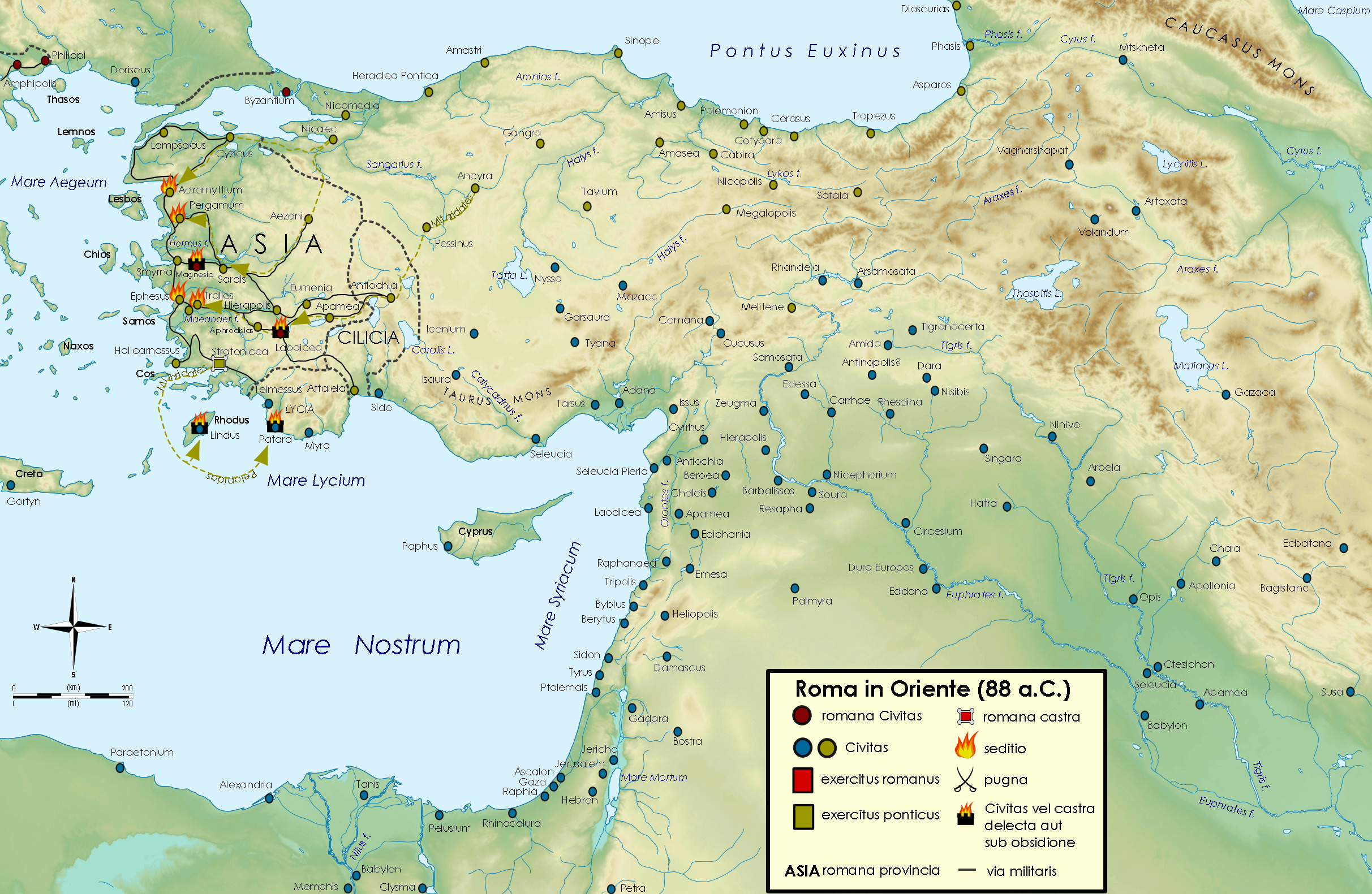
Наступление Митридата в Малой Азии в 88 году до н. э.

Вифинский царь Никомед IV вторгся на территорию Понта, но потерпел поражение, потеряв большую часть армии. В ходе сражения вифинцы имели преимущество, но в результате флангового манёвра и использования серпоносных колесниц победа осталась за понтийцами. Никомед с небольшим отрядом приближённых бежал в лагерь Мания Аквилия. Пленных вифинцев прибывший Митридат помиловал и отпустил, создавая себе репутацию милосердного государя. После победы Митридат вторгся во Фригию.
Согласно Аппиану, римские военачальники были напуганы поражением Никомеда, и потому Маний хотел незаметно уйти. Вифинский царь тем временем бежал к Кассию. Около Пахия Акивилия настигли понтийцы под командованием Неоптолема и Немана. Укреплённый лагерь Мания был захвачен, а сам он бежал в Пергам. Узнав об этом, Кассий и Никомед отступили в Леонтокефалею и пытались набрать добровольцев из местных жителей, но им это не удалось, так как жители не горели желанием воевать за римлян, и Кассий отошёл в Апамею, Никомед — в Пергам, а Маний — на Лесбос. Квинт Оппий укрепился в Лаодикее, но местные жители выдали его Митридату, а вскоре и Маний был выдан (позже он был казнён). Понтийский флот овладел Черноморскими проливами и вышел в Эгейское море.
Оплотом сопротивления Митридату на первом этапе войны стал Родос. Именно туда бежали римляне, изгнанные из Азии, в том числе Луций Кассий, а также царь Никомед. Родосцы начали готовиться к осаде и решили сначала встретить понтийцев в море и разгромить их. Однако, увидев численно превосходящий флот противника, они вынуждены были отступить в гавань, где и были блокированы. В ходе осады произошло несколько морских боёв, не принёсшие перевеса ни одной из сторон. Штурм Родоса был отменён из-за неготовности осадных орудий. После этого Митридат приказал снять осаду и решил ограничиться блокадой острова.
Митридат вернулся в Пергам и сделал этот город своей столицей. Здесь он объявил о прощении городам государственных и частных долгов и освободил от податей на пять лет, что вызвало новый рост симпатий к понтийскому царю. Дальнейшее ведение войны Митридат доверил своим полководцам. Пелопид был отправлен против ликийцев, его сын Аркафий — во Фракию, а Архелай — на острова Эгейского моря. В то же время Митридат отдал тайный приказ всем начальникам его гарнизонов в один день перебить всех римлян и италийцев, которые жили в Азии. Жители, возбуждённые ненавистью к римлянам, перебили около 80 тысяч человек во время так называемой Эфесской вечерни.

## Борьба за Грецию

Беотия и Аттика

В 88 году до н. э. десантный корпус Архелая начал подчинение островов Эгейского моря. Почти все они без боя перешли на сторону понтийцев. Лишь на Делосе было оказано сопротивление. В результате этих событий было перебито 20 тысяч римлян и италийцев. Архелай объявил о передаче острова и священной казны Афинам, которые формально были независимым городом. В Афины с деньгами был отправлен Аристион, который, опираясь на недовольство римлянами, захватил власть в городе. Вскоре на сторону Понта перешли Пелопоннес и Беотия.
В 87 году до н. э. Архелай и Аристион выступили с армией в Беотию, где стали осаждать город Феспий, жители которого отказались переходить на сторону Понта. Понтийский стратег Метрофан захватил Эвбею и высадился в Средней Греции, но потерпел поражение от прибывшего в Грецию легата македонского наместника Бруттия Суры и отступил. Бруттий двинулся против Архелая, но в трёхдневном сражении победу не смогла одержать ни одна из сторон. После неудачной попытки захватить Пирей Бруттий отступил в Македонию. Аркафий ещё в 88 году до н. э. был отправлен покорять Фракию, но действовал нерешительно.

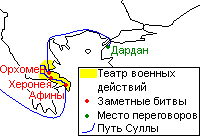
Кампания Суллы

Осенью 87 года до н. э. пять римских легионов во главе с Луцием Корнелием Суллой, назначенным полководцем в войне с Понтом, высадились в Греции (Этолия). Получив наёмников, продовольствие и деньги, он через Фессалию двинулся в Аттику против Архелая. Во время его прохода через Беотию некоторые беотийские города перешли на его сторону. Понтийский полководец не решился вступить в бой и отступил в Пирей, который был сразу же осаждён. Другая часть войска осадила Афины. Первый штурм Пирея не удался, и Сулла приступил к правильной осаде. К зиме в Афинах начался голод, а Архелай не имел возможности поставить продовольствие в город. Сулла решил организовать морскую блокаду Пирея, для чего отправил Лукулла к царям Сирии, Египта и на Родос. Ему удалось справиться с поручением, и Лукулл начал морскую кампанию против флота Митридата.
Зимой 87/86 годов до н. э. отряд Неоптолема потерпел поражение у Халкиды, но Ариарат прошёл Фракию, занял Македонию и двигался в Грецию. Чтобы избежать сражения сразу с двумя армиями, Сулла предпринял штурм Пирея. Однако это ему не удалось, и он снова перешёл к осаде. Между тем Ариарат в дороге заболел и умер, а его армия из-за этого задержалась. Афиняне страдали от голода и отправили послов к Сулле просить о мире, но он отказал им. В результате ночного штурма римляне 1 марта 86 года до н. э. вступили в Афины. Аристион с небольшим отрядом укрылся в Акрополе, где держался несколько дней, а в городе началась резня. После взятия города полководец направил силы на штурм Пирея. В течение нескольких дней в ходе кровопролитных боёв римляне заняли большую часть порта, и Архелай с оставшимися войсками отплыл в Беотию, а потом в Фессалию.

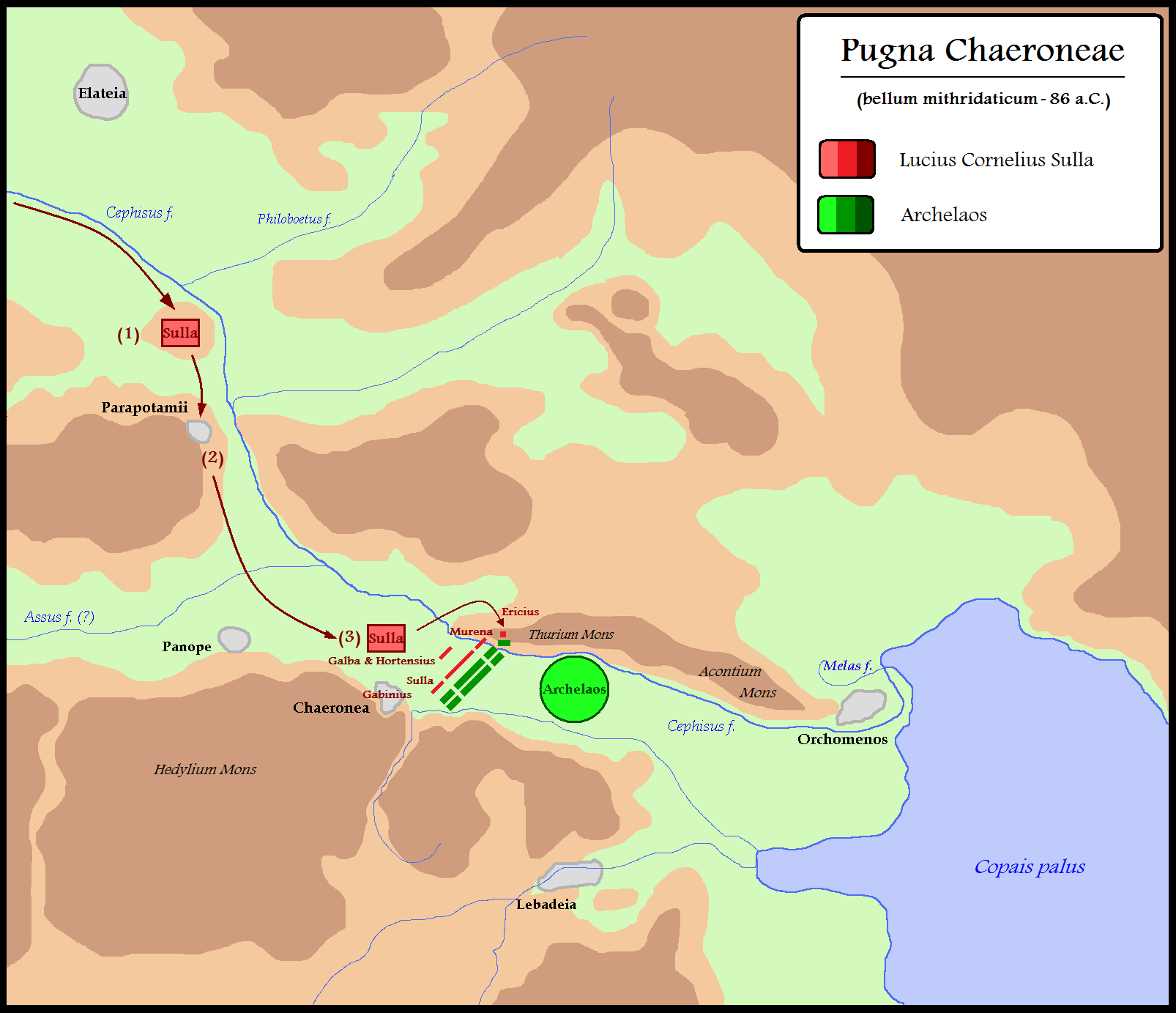
Схема битвы при Херонее

Достигнув Фермопил, понтийский стратег присоединил к своим силам войско Ариарата, после чего под его командованием оказалось 50 тыс. пехотинцев, 10 тыс. всадников и 90 боевых колесниц. Сулла также объединился с 6-тысячным легионом Гортензия и командовал армией численностью 15 тыс. пехоты и 1,5 тыс. кавалерии. После этого Архелай направился в сторону Фокиды и встал лагерем у города Херонея, расположив войско между холмами, когда его настиг Сулла.
Понтийский военачальник направил в атаку кавалерию и колесницы, но эти его действия не увенчались успехом. Тогда в атаку пошло всё войско. В первых рядах шла кавалерия, затем 15-тысячная фаланга, набранная из освобождённых македонских рабов, а затем италийские перебежчики, вооружённые по римскому образцу. Конница разбила римские ряды и начала их окружение. Но Сулла вместе со всадниками и двумя когортами смог отбросить понтийских всадников, которые своим отступлением смешали ряды фаланги. Римская пехота начала прорубаться сквозь понтийские ряды, а большая скученность и ландшафт окончательно решили исход битвы. Из войска Архелая уцелело 10 тыс. человек, которые смогли достигнуть Халкидики и оттуда продолжили набеги на побережье.
13 января 86 года до н. э. в Риме умер Гай Марий, и новым консулом стал Луций Валерий Флакк. Он был противником Суллы, и Сенат направил его в Грецию, а оттуда он решил двинуться к городу Византий. В 85 году до н. э. в Халкиде высадилась новая 80-тысячная понтийская армия под командованием Дорилая, соединившаяся с Архелаем. После этого Беотия снова перешла в руки Митридата.

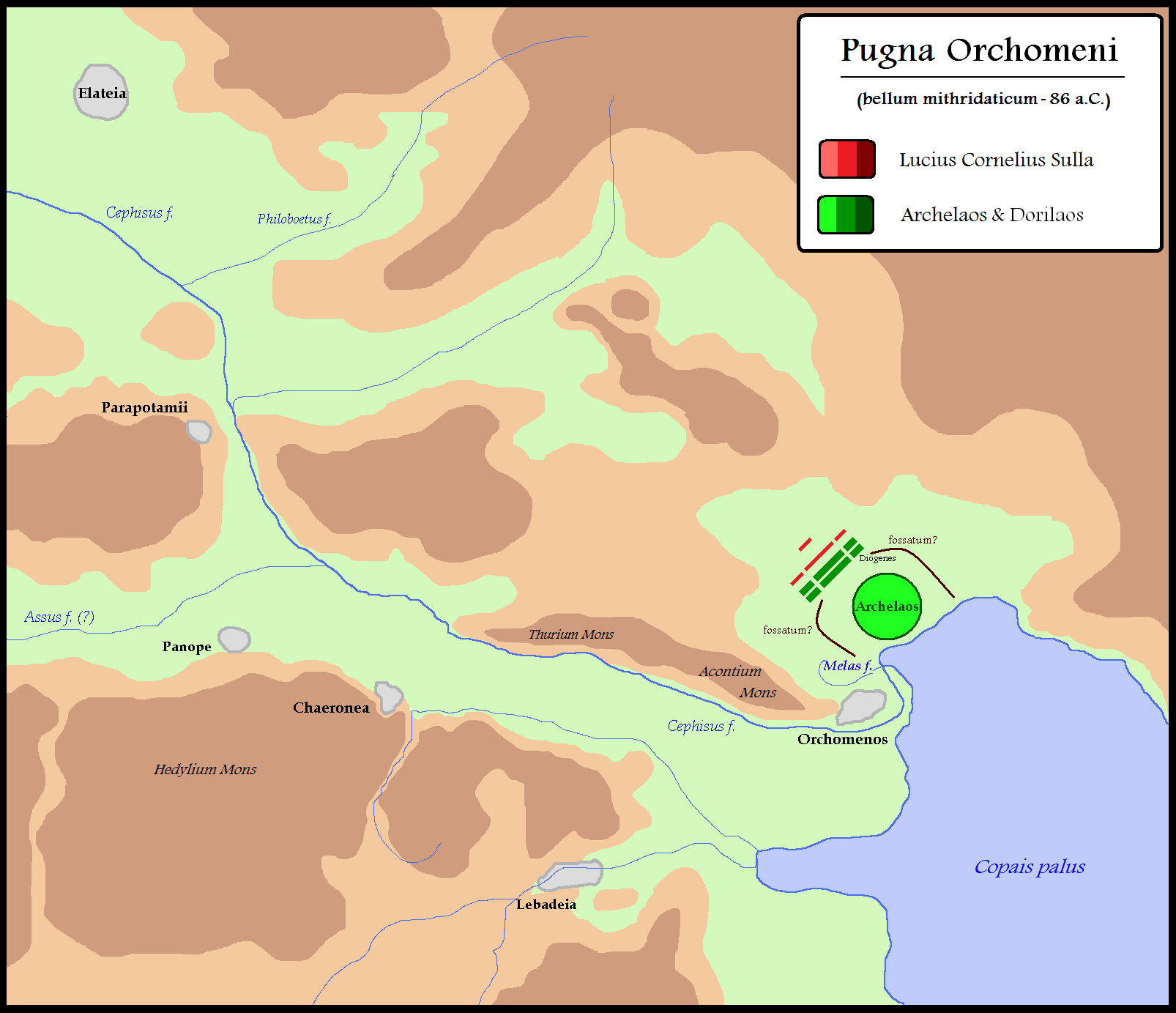
Схема битвы у Орхомена

Сулла выдвинулся навстречу понтийцам, и между ними состоялась битва при Орхомене. Местом стала равнина, лишённая деревьев и простиравшаяся до болот. Сулла приказал копать ров перед своим лагерем, чтобы лишить понтийскую кавалерию преимущества, но вражеская кавалерия разогнала римских землекопов. Преследуя их, всадники успели разгромить большую часть римского войска, и солдаты бросились в бегство. Сулла смог их остановить и затем с помощью двух когорт с правого фланга отбросить кавалеристов. После этого римляне снова начали копать ров, что вынудило понтийцев начать новую атаку, которая была отбита. За один день понтийцы потеряли 15 тыс. человек.
На следующий день Сулла начал штурм вражеского лагеря, в ходе которого воины с обеих сторон проявили незаурядные героизм и мужество. Однако римляне смогли одолеть противника, и Архелаю пришлось бежать. В это время к Сулле прибыли представители римской аристократии, изгнанные из города его противниками, так что он колебался в вопросе продолжения войны.

## Завершение войны и Дарданский мир
Узнав об Орхоменском поражении, царь дал приказ Архелаю заключить мир на благоприятных условиях. Сулла хотел как можно быстрее вернуться в Рим для борьбы с политическими противниками, но он желал возвратиться туда триумфатором и поэтому выдвинул жестокие условия: понтийский флот передавался римлянам, Понт выплачивал компенсацию римских военных расходов, Митридат возвращал все свои завоёванные земли, выдавал пленников и перебежчиков. Стратег незамедлительно начал вывод войск, а об остальных пунктах решил узнать у своего повелителя. За это время легионеры разграбили земли энетов, дарданов и синтов, живших на границе с Македонией. Послы Диониса сообщили о его несогласии с уступкой римлянам флота и уступкой Пафлагонии. Узнав это, Сулла отдал приказ о походе в Азию и приказал Лукуллу готовить флот. Только личное участие Архелая смогло убедить его господина согласиться на мир.
В августе 85 года до н. э. лидеры противоборствующих сторон встретились у малоазийского города Дарданы. Суллу сопровождали четыре когорты пехоты и 200 всадников, Митридата — 20 тыс. гоплитов и 6 тыс. кавалеристов. Оставив спутников, они пришли к следующим условиям: Понт отдавал Сулле 3000 талантов и 80 триер, провинция Азия возвращалась к Риму, а Вифиния и Каппадокия обретали свой прежний статус. Малоазийские города получали амнистию, а некоторые из них (Хиос, Родос, Илиум, Магнезия-на-Меандре, несколько ликийских и карийских поселений) за сопротивление понтийцам наградили титулом Друзей римского народа. Стороны отказались от письменной копии договора. После этого Сулла разгромил войска под командованием Фимбрия и возвратился в Рим, а Дионис направил войска в Боспор и Колхиду, отделившихся от его владений за время войны. Римский государственный деятель весьма активно занялся восстановлением довоенной ситуации в регионе. Для восстановления царей был направлен Гай Скрибоний Курион, а Пафлагония была разделена между местным царём Пиломеном и Атталом. Все реформы Евпатора были отменены.

## Итоги и последствия
В результате войны Митридат не достиг ни одной из своих задач: захватить Азию, освободить Грецию, ослабить Рим. С другой стороны, он почти ничего не потерял: 3000 талантов контрибуции были значительно меньше той суммы, которая была вывезена из Азии, территориальные потери спорны. Вероятно, обе стороны отказались от продолжения войны по внутриполитическим причинам.
Римские солдаты и офицеры были недовольны мирным договором. Вероятно, они рассчитывали на продолжение войны и большую добычу. Несмотря на декларируемую сторонами обязанность соблюдать неписаные условия мирного договора, нарушения были с обеих сторон. Бойцы Митридата не покинули несколько каппадокийских крепостей, а Сулла жестоко обошёлся с полисами, поддержавшими понтийцев. Сулла оставил в Азии Луция Лициния Мурену вместе с двумя легионами. С отплытием своего патрона тот начал готовиться к войне с Понтом, к чему его побуждал Архелай, оскорблённый своим повелителем и опасавшийся за свою жизнь. В 83 году до н. э. римские войска вторглись в Понт, начав тем самым вторую Митридатову войну.